# Ben Pullen
Benjamin Pullen (ur. w 1972 w Szwajcarii) – aktor i producent telewizyjny.

## Życiorys
Dorastał w Szwajcarii, Hongkongu i Stanach Zjednoczonych, a kiedy był nastolatkiem jego rodzina przeprowadziła się do Anglii. Studiował film na University of Warwick w Coventry i uczył się aktorstwa w Bristol Old Vic Theater School w Bristolu. Po raz pierwszy wystąpił na małym ekranie w telewizyjnym filmie wojennym BBC Siła (Fall from Grace, 1994) u boku Jamesa Foxa i Michaela Yorka. Potem pojawił się gościnnie w wielu serialach, m.in. Nieśmiertelny (Highlander, 1995) z Adrianem Paulem. Na dużym ekranie debiutował rolą księcia Arna w przygodowym filmie fantasy Książę Waleczny (Prince Valiant, 1997). Rozgłos przyniosła mu postać Ivanhoe, wiernego rycerza Ryszarda Lwie Serce w serialu przygodowym z elementami fantasy, utrzymanym w konwencji "magia i miecz" Mroczny rycerz (Dark knight, 2000).

## Życie prywatne
Zamieszkał w Londynie wraz z żoną i synem Oscarem.

## Filmografia

### Filmy kinowe
- 2003: Chaos i zwłoki (Chaos and Cadavers) jako Victor
- 2003: Trzeci przypływ (Den Tredje vågen) jako Kane
- 2000: Stażystka (The Intern) jako Paul
- 1999: Idealny mąż (An Ideal Husband) jako Tommy Trafford
- 1997: Książę Waleczny (Prince Valiant) jako Książę Arn

### Filmy TV
- 2005: Elżbieta I (Elizabeth I) jako Sir Walter Raleigh
- 1994: Siła (Fall from Grace) jako brytyjski oficer
- 1994: Granica w krwi (Guinevere) jako Kei

### Seriale TV
- 2006: Starożytny Rzym: Rozwój i upadek Imperium (Ancient Rome: The Rise and Fall of an Empire) jako Rufus
- 2003: Prawo Murphy’ego: Pocałunek i mowa (Murphy’s Law: Kiss and Tell) jako Lee Cannon
- 2000: Mroczny rycerz (Dark knight) jako Ivanhoe
- 1998: Ostatni salut (The Last Salute) jako Robin Pettifer
- 1997: Kroniki braciszka Cadfaela (Cadfael) jako Ivo Corbiere
- 1997: Ze spuścizny Agathy Christie: Morderstwo na polu golfowym (Murder on the Links) jako Jack Renauld
- 1997: Śledztwa Hetty Wainthropp (Hetty Wainthropp Investigates) jako porucznik Thomas Watkinson
- 1995: Poirot jako Jack Renauld
- 1995: Nieśmiertelny (Highlander) jako Bonnie Prince Charlie
- 1995: Wiara w przyszłość (Faith in the Future) jako Nick
- 1994: Just William jako Robert Brown
- 1994: Rozprawa Sherlocka Holmesa (The Memoirs of Sherlock Holmes) jako Książę Lomonda